# Lista över patriarker av Alexandria
Detta är en lista över patriarker av Alexandria före schismen 451. För de senare, se Koptisk-ortodox påve och patriark av Alexandria för Koptisk-ortodoxa kyrkans överhuvud, och Grekisk-ortodox patriark av Alexandria för den östligt ortodoxa patriarken. För de katolska patriarkerna av Alexandria, se Koptisk-katolsk patriark av Alexandria.

## Lista
- Markus (43—63)
- Anianus (61—82)
- Avilius (83—95)
- Kedron (96—106)
- Primus (106—118)
- Justinus (118—129)
- Eumenes (131—141)
- Markianos av Alexandria (142—152)
- Celadion (152—166)
- Agrippinus (167—178)
- Julianus (178—189)
- Demetrius (189—232)
- Heraclas (232—248)
- Dionysius (248—264)
- Maximus (265—282)
- Theonas (282—300)
- Petrus I (300—311)
- Achillas (312—313)
- Alexander I (313—326)
- vakant (326--328)
- Athanasius I (328—339)
- Gregorius av Kappadokien (339—346) (de flesta inom Koptiska kyrkan förnekar hans legitimitet och menar att Athanasius var den sanne patriarken)
- Athanasius I (återinstallerad) (346—373)
- Petrus II (373—380)
- Timotheus I (380—385)
- Theophilus I (385—412)
- Kyrillos I (412—444)
- Dioscorus I (444—451)